# أندريس برزينش
أندريس برزينش (باللاتفية: Andris Bērziņš) من مواليد 10 ديسمبر 1944 في نيتاوره  في لاتفيا السوفييتة هو رجل أعمال وسياسي لاتفي، شغل منصب رئيس جمهورية لاتفيا مابين 2011 و2015.
دون انتماءات حزبية، انتخب في الانتخابات البرلمانية لعام 2010 في قائمة اتحاد الخضر والمزارعين ، ثم رئيساً للجمهورية في عام 2011، في مواجهة الرئيس المنتهية ولايته 	فالديس زاتلرز، الذي سعى للحصول على ولاية ثانية.

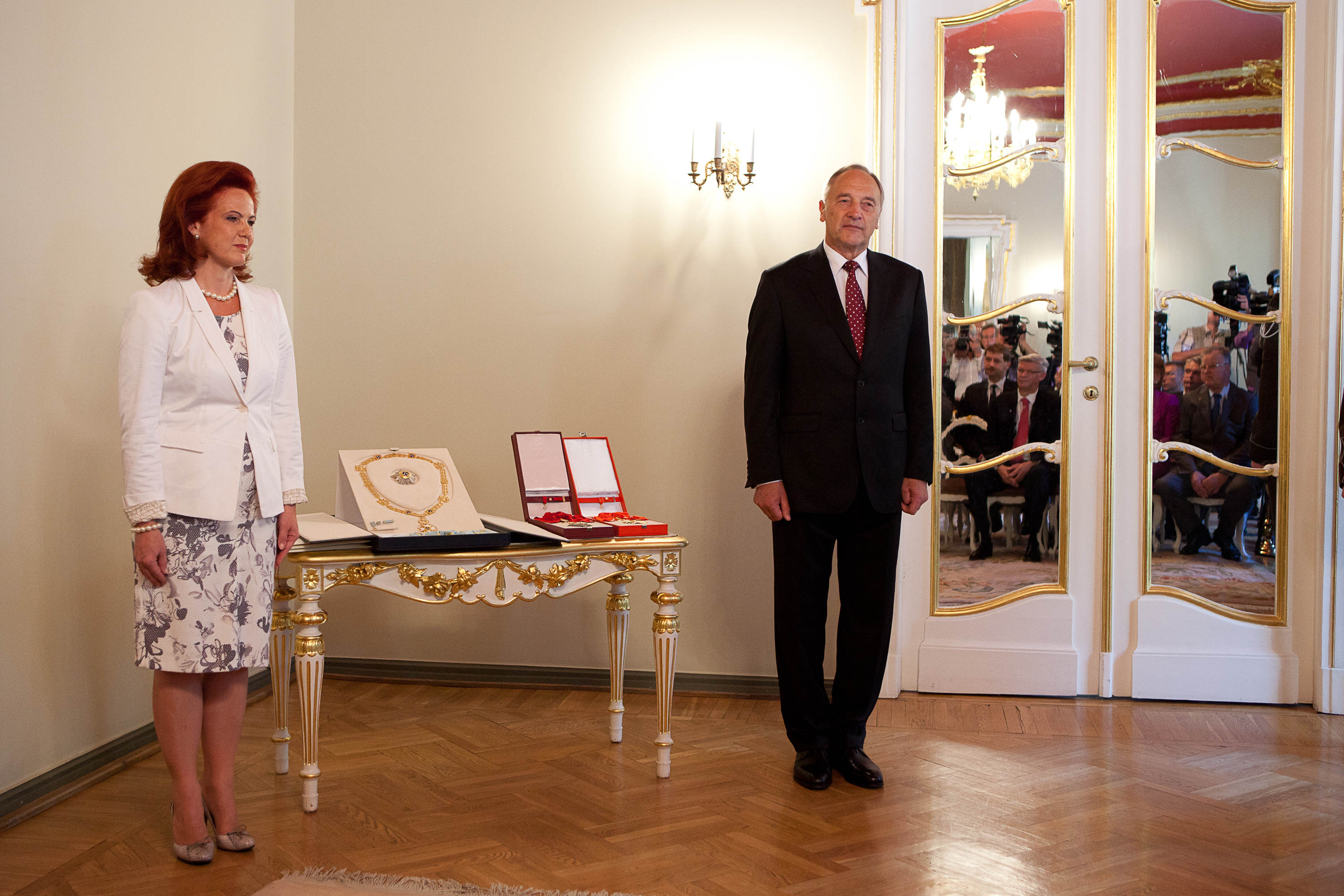
برزينش مع سولفيتا أبولتيينا رئيسة مجلس السايما السابقة يوم تنصيبه

## مقالات متعلقة
- أرتورز كريغانيس كارينش
- إيغارس كالفيتيس
- إيفارس غودمانيس

## روابط خارجية
- أندريس برزينش على موقع مونزينجر (الألمانية)